# حسین نورمحمد
حسین نورمحمد، روستایی از توابع بخش جزینک شهرستان زهک در استان سیستان و بلوچستان ایران است.

## جمعیت
این روستا در دهستان خمک قرار دارد و براساس سرشماری مرکز آمار ایران در سال ۱۳۸۵، جمعیت آن ۵۵ نفر (۱۵خانوار) بوده‌است.